# Julij Fraenzl
Julij vitez Fraenzl pl. Vesteneck, kranjski politik, * 15. september 1845, Dunaj, † 6. januar 1931, New York

## Življenje in delo
Julij Fraenzl (s polnim imenom Julius Maria Leopold) je bil doktor prava, okrajni glavar v Litiji, častni meščan v Višnji Gori in graščak na gradu Mirna na Dolenjskem.
Kot predstavnik veleposestva je bil poslanec v kranjskem deželnem zboru od februarja 1876 do februarja 1879 in od maja 1880 do junija 1883. Bil je izrazito protislovensko usmerjen. Februarja 1881 je sodeloval v izgredu pijane nemške druščine, ki je razbila okna na hiši litijskega okrajnega komisarja, zaradi česar je bil premeščen s Kranjske. Kasneje so mu očitali goljufanje z denarjem in ga odpustili iz dveh služb. Leta 1886 je prodal grad Mirna in se izselil v Ameriko.